# Estação Manuel Arturo Peña Batlle
A Estação Manuel Arturo Peña Batlle é uma das estações do Metrô de Santo Domingo, situada em Santo Domingo, entre a Estação Pedro Livio Cedeño e a Estação Juan Pablo Duarte. Administrada pela Oficina para el Reordenamiento del Transporte (OPRET), faz parte da Linha 1.
Foi inaugurada em 29 de janeiro de 2009. Localiza-se no cruzamento da Avenida Máximo Gómez com a Rua Peña Batlle.